# S4S Squash For Silesia
S4S Squash For Silesia – polski klub squasha założony w 2016 roku. Początkowo klub miał siedzibę w Bytomiu i grywał na kortach w dzielnicy Miechowice. Od listopada 2021 roku drużyna przeniosła się do pobliskiej miejscowości Orzech.
Podczas drużynowych mistrzostw Polski mężczyzn w sezonie 2019/2020 zespół wywalczył trzecie miejsce. W kolejnym sezonie bytomski zespół zdobył złoty medal grając w składzie: Viktor Byrtus, Adrian Marszał, Jakub Gogol, Jakub Wasilewski, Wojciech Wycisło, Marcin Kozik, Robert Olejniczak, Marek Dobry, Adrian Sokół.
W sezonie 2023/2024 zarówno męska jak i żeńska drużyna zdobyły brązowe medale.
W sezonie 2024/2025 żeńska drużyna zdobyła złoty medal Mistrzostw Polski.

## Osiągnięcia
- Drużynowe Mistrzostwa Polski w squasha mężczyzn:
  - sezon 2017/2018 - 7. miejsce
  - sezon 2018/2019 - 5. miejsce
  - sezon 2019/2020 -  3. miejsce
  - sezon 2021/2021 -  1. miejsce
  - sezon 2021/2022 - 7. miejsce (Orzech Team)
  - sezon 2022/2023 - 5. miejsce (Orzech Team)[4]
  - sezon 2023/2024 -  3. miejsce (S4S Serwitech ProTeam Orzech)[2]
  - sezon 2024/2025 - 5. miejsce (S4S ProTeam Orzech)[5]

- Drużynowe Mistrzostwa Polski w squasha kobiet:
  - sezon 2019/2020 - 5. miejsce
  - sezon 2021/2021 - 5. miejsce
  - sezon 2021/2022 - 4. miejsce (Orzech Team)
  - sezon 2022/2023 - 5. miejsce (Orzech Team)[6]
  - sezon 2023/2024 -  3. miejsce (S4S Serwitech ProTeam Orzech)[2]
  - sezon 2024/2025 -  1. miejsce (S4S ProTeam Orzech)[7]